# Comuna de Chełmek
Chełmek (polaco: Gmina Chełmek) é uma gminy (comuna) na Polónia, na voivodia de Pequena Polónia e no condado de Oświęcimski. A sede do condado é a cidade de Gorzów.
De acordo com os censos de 2004, a comuna tem 12 877 habitantes, com uma densidade 472,7 hab/km².

## Área
Estende-se por uma área de 27,24 km², incluindo:
- área agricola: 41%
- área florestal: 38%

## Demografia
Dados de 30 de Junho 2004:
|                      | Total   | Total | Mulheres | Mulheres | Homens  | Homens |
| -------------------- | ------- | ----- | -------- | -------- | ------- | ------ |
|                      | pessoas | %     | pessoas  | %        | pessoas | %      |
| População            | 12 877  | 100   | 6494     | 50,4     | 6383    | 49,6   |
| Densidade (pop./km²) | 472,7   | 100   | 238,4    | 238,4    | 234,3   | 234,3  |

De acordo com dados de 2002, o rendimento médio per capita ascendia a 1293,67 zł.

## Comunas vizinhas
- Bieruń, Chełm Śląski, Imielin, Jaworzno, Libiąż, Oświęcim